# Eleições parlamentares europeias de 2014 (Croácia)
«As eleições parlamentares europeias de 2014 na Croácia foram realizadas a 25 de maio para eleger os 11 assentos do país para o Parlamento Europeu.

## Resultados Oficiais
| Partido                            | Partido                            | Partido                     | Votos          | %               | +/-    | Deputados | +/-   |
| ---------------------------------- | ---------------------------------- | --------------------------- | -------------- | --------------- | ------ | --------- | ----- |
|                                    |                                    | União Democrática Croata    | -              | -               | -      | 4 / 11    | 1     |
|                                    | Partido Agrário Croata             | -                           | -              | -               | 1 / 11 | 1         |       |
|                                    | Partido Croata dos Direitos        | -                           | -              | -               | 1 / 11 | Estável   |       |
|                                    | Outros                             |                             |                |                 | 0 / 11 |           |       |
| União Democrática Croata e aliados | União Democrática Croata e aliados | 381 844                     | 41,42 / 100,00 | 8,56            | 6 / 11 | Estável   |       |
|                                    |                                    | Partido Social-Democrata    | -              | -               | -      | 2 / 11    | 3     |
|                                    | Partido Popular Croata             | -                           | -              | -               | 1 / 11 | 1         |       |
|                                    | Assembleia Democrática da Ístria   | -                           | -              | -               | 1 / 11 | 1         |       |
|                                    | Outros                             |                             |                |                 | 0 / 11 |           |       |
| Partido Social-Democrata e aliados | Partido Social-Democrata e aliados | 275 904                     | 29,93 / 100,00 | 2,14            | 4 / 11 | 2         |       |
|                                    | Desenvolvimento Sustentável        | Desenvolvimento Sustentável | 86 806         | 9,42 / 100,00   | Novo   | 1 / 11    | Novo  |
|                                    | Aliança pela Croácia               | Aliança pela Croácia        | 63 437         | 6,88 / 100,00   | Novo   | 0 / 11    | Novo  |
|                                    | Partido do Trabalho                | Partido do Trabalho         | 31 363         | 3,40 / 100,00   | 2,37   | 0 / 11    | 1     |
|                                    | Aliança do Centro Croata           | Aliança do Centro Croata    | 22 098         | 2,40 / 100,00   | Novo   | 0 / 11    | Novo  |
|                                    | Outros                             | Outros                      | 60 452         | 6,55 / 100,00   |        | 0 / 11    |       |
| Votos Inválidos                    | Votos Inválidos                    | Votos Inválidos             | 29 706         | 3,06 / 100,00   | 2,01   |           |       |
| Total                              | Total                              | Total                       | 950 980        | 100,00 / 100,00 |        | 11 / 11   | 1     |
| Eleitorado/Participação            | Eleitorado/Participação            | Eleitorado/Participação     | 3 767 343      | 25,24 / 100,00  | 4,40   |           |       |
| Fonte                              | Fonte                              | Fonte                       | [ 1 ]          | [ 1 ]           | [ 1 ]  | [ 1 ]     | [ 1 ] |